# Rokkijärvi (Gällivare socken, Lappland, 740752-173787)
Rokkijärvi är en sjö i Gällivare kommun i Lappland och ingår i Råneälvens huvudavrinningsområde. Rokkijärvi ligger i Päivävuoma Natura 2000-område.